# Donald McMonagle
Donald Ray MacMonagle (Flint, 14 maggio 1952) è un ex astronauta statunitense.

## Biografia

### Istruzione
Nel 1974 ha conseguito il Bachelor of Science in ingegneria astronautica presso l'accademia della USAF, nel 1985 ha conseguito il Master in ingegneria meccanica presso l'Università della California di Fresno.

### Carriera militare
McMonagle ha completato l'addestramento come pilota nella base Columbus nel Mississippi nel 1975. Terminato l'addestramento per gli F-4 in Florida è stato trasferito alla base Kunsan in Corea del Sud. Nel 1977 è tornato nel Nuovo Messico. Nel 1979 è diventato istruttore di F-15 nella base Luke in Arizona e, nel 1981, è diventato collaudatore nella base Edwards in California. Complessivamente McMonagle ha collezionato oltre 5 000 ore di volo.

### Carriera nella NASA
McMonagle è stato selezionato come astronauta nel giugno del 1987. Ha viaggiato sugli Shuttle per 3 volte. La prima come specialista di missione a bordo del Discovery nella missione STS-39 del 1991, partita il 28 aprile ed atterrata il 28 maggio. La seconda nel 1993 a bordo dell'Endeavour nella missione STS-54, partita il 13 gennaio ed atterrata il 19. L'ultima volta è stata a bordo dell'Atlantis nella missione STS-66 del 1994, partita il 3 novembre e rientrata il 14.